# ブルースエット
『ブルースエット』（Blues-ette）は、アメリカ合衆国のジャズ・トロンボーン奏者、カーティス・フラーが1959年に録音・発表したスタジオ・アルバム。

## 背景
フラーのリーダー・アルバムとしては初めてベニー・ゴルソンがサイドマンに起用され、ゴルソンは作曲家としても2曲を提供した。本作のためのセッションでは、いずれの曲も別テイクの録音が残されており、1993年4月発売のアルバム『ブルース・エットVol.2』は、それらの別テイクを本作と同じ曲順で収録した内容となっている（ただし、「アンディサイデッド」のみマスター・テイクを編集したもの）。なお、1993年8月録音のアルバム『ブルースエット・パート2』は内容が異なり、オリジナル盤の参加メンバー（ベーシストのみレイ・ドラモンドに交替）による1993年1月の新録音で、10曲中3曲が本作収録曲の再演である。

## 評価・影響
ブランドン・バークはオールミュージックにおいて5点満点中4.5点を付け「個々のソロだけでなく、グループとしての結束に関しても輝きが顕出している」「本気でジャズのコレクターになるなら、このレコードは外せない」と評している。
収録曲「ファイブ・スポット・アフター・ダーク」は、日本では武田薬品工業「アリナミンV」のコマーシャルソングに起用され、1989年7月5日にキングレコードから発売されたオムニバスCD『ジャズ・オン・TV-CM』(270E-6029)にも収録された。また、同曲は村上春樹が2004年に出版した小説『アフターダーク』にて、登場人物のトロンボーン奏者「高橋」が「ひしひしといいんだ」と発言しており、高橋に影響を与えた曲として言及されている。その影響で、当時のTOWER RECORDS JAPANでは本アルバムの売れ行きが上がったという。

## 収録曲
特記なき楽曲はカーティス・フラー作。
1. ファイブ・スポット・アフター・ダーク - "Five Spot After Dark" (Benny Golson) - 5:22
2. アンディサイデッド - "Undecided" (Sydney Robin, Charlie Shavers) - 7:13
3. ブルースエット - "Blues-ette" - 5:34
4. マイナー・バンプ - "Minor Vamp" (B. Golson) - 5:15
5. ラヴ・ユア・スペル・イズ・エヴリホエア - "Love Your Spell Is Everywhere" (Edmund Goulding, Elsie Janis) - 7:10
6. 12インチ - "Twelve-Inch" - 6:29

## 参加ミュージシャン
- カーティス・フラー - トロンボーン
- ベニー・ゴルソン - テナー・サクソフォーン
- トミー・フラナガン - ピアノ
- ジミー・ギャリソン - ダブル・ベース
- アル・ヘアウッド - ドラムス